# Margit Bergquist
Margit Maria Bergquist, född 6 december 1903 i Nacka i Stockholms län, död 21 mars 1987, var en svensk konstnär.
Bergquist studerade vid ett flertal av Stockholms målarskolor samt under studieresor till Frankrike, Italien och Spanien. Hennes konst består av gatupartier från Rom och landskapsmålningar från Frankrike och Italien.